# Henri Dufaux
Pour les articles homonymes, voir Dufaux.
Henri Dufaux (18 septembre 1879 à Chens en France - 25 décembre 1980 à Genève en Suisse) pionnier de l'aviation, inventeur peintre et homme politique de nationalités française et suisse.

## Biographie

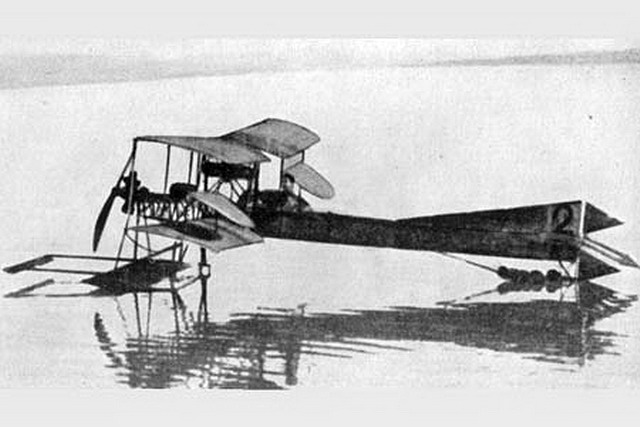
Un Dufaux 4. Record du monde le 28 août 1910, traversée du Léman dans sa longueur de Noville à Collonge-Bellerive

Henri  est le fils de Noémie de Rochefort Luçay et d'un peintre, sculpteur et portraitiste localement célèbre, Frédéric Dufaux. Son grand-père maternel est le célèbre écrivain Henri Rochefort qui finance ses premiers essais dans l'aéronautique. Il est l'aîné d'une famille de trois enfants, son cadet Armand, lui aussi pionnier de l'aviation et une sœur.
Il fait des études aux Beaux-arts à Genève, Florence et Paris, comme Ferdinand Hodler, il est l'élève de Barthélemy Menn à Genève.
En 1898, il invente et crée un moteur pouvant être monté sur une bicyclette qui l'amènera à créer la société H. & A. Dufaux Fils (HADF) avec François Cuillery et Edouard Demole, dont le siège est à Carouge dans le canton de Genève. Les deux frères étudient en 1898 un nouveau moteur léger pour vélo de 0,25 ch, 4 temps, tournant à 1 200 tours par minute pour un poids de 18 kg pouvant atteindre les 21 km/h dont ils déposent le brevet no.21167 en 1901.
En 1902, ils lancent les premières études pour un appareil à décollage vertical ou à décollage court dont ils inventent le concept ainsi que le procédé de freinage par hélice. Ils testent ce procédé avec des cerfs-volants, des hélices, des maquettes.
Ils commercialisent leurs moteurs de bicyclette sous la dénomination de Motosacoche. En 1903, ils créent un second atelier au 22 de la rue du Grand-Bureau. Cette même année, le 25 juin, ils gravissent les pentes du Salève avec deux bicyclettes équipées de la Motosacoche ; la pente va de 12 à 20 % sur une route non asphaltée. Succès qui les amène à agrandir la fabrique et à produire également des moteurs de motocyclettes. La raison sociale devient H & A Dufaux & Cie (HADCo).
Le 24 février 1904, ils déposent le brevet d'un hélicoptère. Cette même année, ils ouvrent un troisième atelier, rue des Caroubiers. En 1905, c'est l'usine "La Motosacoche" au 56 rue des Acacias qui est créée. Elle produit de 30 à 35 machines par jour. La société anonyme Motosacoche S.A. Dufaux & Cie (MSADC) est créée. En 1905, ils construisent et présentent au public genevois le modèle réduit de leur hélicoptère muni d'un de leurs moteurs développant 3,1 ch pour seulement 4,5 kg, ce qui est un record en 1905. La maquette de l'hélicoptère est exposée sur le stand Motosacoche au Salon international de l'automobile de Genève du 29 avril au 7 mai 1905. Ils font du 12 au 14 mai des démonstrations de leur hélicoptère à l'Aéro-Club de France.
En 1906, ils dessinent les plans d'un moteur 120 ch pour un hélicoptère en grandeur réelle. Il est construit et essayé avec ses hélices en 1907. En 1908, se construit une grande usine Motosacoche à Turin (Societa Meccanica Italio-Ginevrina) qui permettra de produire 50 machines par jour. Elle compte 300 employés.
Ils commencent la construction en 1908 de leur hélicoptère, le « Tiltrotor » à Corsier. En juin 1909, la HADCo est liquidée, les Dufaux n'ont plus rien à voir avec Motosacoche. De juillet à octobre de cette même année ont lieu les essais du Tiltrotor qui sont un échec. Les deux frères abandonnent alors l'idée de la propulsion verticale et se lancent dans la construction d'un avion biplan, le Dufaux-4. Ils ouvrent l'usine de construction d'avions et d'hélices à Genève. En décembre, ils font les premiers essais de décollage avec leur biplan équipé d'un moteur Anzani à Viry (Haute-Savoie). Il en résulte la destruction partielle puis la reconstruction immédiate de l'appareil.
Ils fondent la société de l'aérodrome de Viry le 29 janvier 1910. Tout au long de cette année, ils perfectionnent leur avion, changeant de moteur, accumulant les expériences et les heures de vol. Ils vendent leurs premiers appareils à Paul Tournier M. Beamish.
Le 28 août 1910, Armand réussit la traversée du Léman dans sa longueur de Noville à Collonge-Bellerive. Il gagne un prix de cinq mille francs offert par la Société Perrot-Duval & Cie. Il s'agit du nouveau record du monde, la distance est le double de celle parcourue par Blériot sur la Manche (25.07.1909). Le Conseil fédéral leur décerne un chronomètre en or portant l'inscription : « De la part du Conseil Fédéral aux premiers aviateurs Suisses ».
En novembre 1910, Ernest Failloubaz commande un Dufaux-5 biplace qu'il essaiera le 12 janvier 1911. Il en fait une démonstration avec Armand en mai 1911 à Issy-les-Moulineaux. Les Dufaux lui cèdent alors la licence aviation, toutes les activités, les appareils en construction, les outils et les pièces. Ils abandonnent l'aéronautique.
En août 1912, les deux frères s'embarquent pour les États-Unis, ils visitent New York, le Lac Michigan, Chicago, les chutes du Niagara, etc.
En 1913, Henri Dufaux revient à la peinture. Il s'inspire de ses nombreux voyages en Afrique et en Océanie, entrepris durant l'entre-deux-guerres. Il peindra jusqu'à son dernier jour.
En 1920, il est élu Conseiller administratif de Genève. De 1922 à 1939, il entreprend des voyages autour du monde, dans les pays chauds, à l'exception de l'Asie ; il devient « peintre colonial ». Il transforme une auto alimentée à l'essence en gazogène pour aller tourner un film La Vie des termites, en Afrique.
En 1935, il est à Tahiti avec l'explorateur-écrivain René Gouzy. Il passe la Seconde Guerre mondiale à Genève.
Entre 1938 et 1954, Henri Dufaux construit aussi des graveurs de disques et des enregistreurs audio sur bandes magnétiques pour la Radio Suisse Romande.
Entre 1963 et 1970, il crée un appareil pour le vol à propulsion musculaire à ailes battantes, "l'Alouette", qui est conservé au Musée des transports de Lucerne. Il n'arrive cependant pas à son but, il faut remarquer qu'il est alors âgé de 90 ans.
En 1976, il épouse Maria Émélie Rocher, sa gouvernante antillaise depuis près de 50 ans, il a alors 97 ans. Il décède le 25 décembre 1980 à 23 heures, il a 101 ans. Il repose au cimetière du Petit-Saconnex, près de son frère.

## Récompenses
- 13 mars 1931 : il reçoit la Légion d'honneur, ainsi que son frère Armand.
- 1972 : Invité à l'inauguration du pavillon de l'aviation au Musée des transports de Lucerne, aux côtés de Neil Armstrong.
- juin 1976 : fêté au meeting aérien d'Emmen, devant 120 000 spectateurs, pour les 75 ans de l'Aéro-Club de Suisse (AéCS).
- 1979 : il reçoit la médaille d'honneur des vétérans de l'aviation.
- 1979 : le Fonds de décoration de la ville de Genève lui achète des peintures pour le Musée d'Arts et d'Histoire de Genève.

### Sources
- Cailliez, Jean-Claude. - « Les frères Dufaux et le vol vertical ». Dans: La revue / Musée des arts et métiers. - Paris. - no 35 (juin 2002), p. 36-46
- Viry-Aviation, chronique des pionniers genevois, La Salévienne 06.2010.